# Joe Hart
Charles Joseph John "Joe" Hart (sinh ngày 19 tháng 4 năm 1987) là một cựu cầu thủ bóng đá người Anh thi đấu ở vị trí thủ môn.
Anh từng được đề cử cho danh hiệu Cầu thủ trẻ xuất sắc nhất mùa giải 2010 của PFA nhưng cuối cùng đã để thua người đồng đội ở Manchester City là James Milner. Tuy nhiên, anh vẫn được chọn làm thủ môn xuất sắc nhất Premier League 2009–10. Mùa giải 2010–11, Hart lần đầu tiên giành giải Golden Glove (Găng tay vàng) của Premier League với số trận giữ sạch lưới nhiều nhất mùa giải và có tổng cộng 4 lần giành danh hiệu này tại Manchester City. Hart cũng hai lần giành chức vô địch Premier League với Manchester City trong các mùa bóng 2011–12 và 2013–14.
Trong hai mùa giải 2016-17 và 2017-18, Hart bị tân huấn luyện viên Pep Guardiola đem cho mượn tại Torino và West Ham United trước khi anh chính thức chuyển đến Burnley vào mùa hè năm 2018. Ngày 18 tháng 8 năm 2020, Hart chính thức kí hợp đồng 2 năm với Tottenham Hotspur F.C. theo dạng chuyển nhượng tự do.
Hart bắt đầu thi đấu cho đội tuyển Anh từ tháng 6 năm 2008 và là thủ môn bắt chính cho đội tuyển Anh tại các giải đấu lớn như Euro 2012, World Cup 2014 và Euro 2016.

## Sự nghiệp câu lạc bộ

### Shrewsbury Town
Hart được sinh ra tại Shrewsbury, Shropshire và từng học tại Tiểu học Oxon, sau đó là Học viện Khoa học Meole Brace, nơi anh là Huynh trưởng trong năm cuối ở trường. Khi còn là học sinh lớp 11 năm 2003, anh đã giúp đội bóng quê nhà của mình là Shrewsbury Town thăng hạng Conference. Trong suốt mùa giải với Shrewsbury ở Conference, Hart có trận đấu đầu tiên vào ngày 20 tháng 4 năm 2004, một ngày sau sinh nhật lần thứ 17 của anh trong trận đấu với Gravesend & Northfleet.
Đầu mùa giải 2005–06, Hart bắt đầu có tên trong đội hình chính thức của câu lạc bộ. Anh thi đấu trọn vẹn 46 trận của mùa giải và để thủng lưới 55 bàn. Dù để thủng lưới trung bình hơn 1 bàn/trận nhưng nhờ thể hiện khả năng xuất sắc nên anh đã được gọi vào đội tuyển U-19 Anh và vào thay người trong trận đấu với U-19 Ba Lan.
Tài năng của Hart đã thu hút sự chú ý của nhiều đội bóng tại Premiership. Ngày 30 tháng 11 năm 2005, báo Shropshire Star đăng tin huấn luyện viên thủ môn của Everton Chris Woods đã đến xem trận Shrewsbury Town thua Rochdale 4-3. Ông chủ của Shrewsbury Gary Peters nói:"Everton đã đến để theo dõi anh ấy, nhưng bạn có thể sẽ thấy điều tương tự đối với Arsenal, Chelsea và các đội bóng khác tại Premiership". Nhiều dự đoán về tương lai của Hart đã được đưa ra nhưng Manchester City được xem là câu lạc bộ có khả năng sở hữu anh nhất.
Ngày 7 tháng 2 năm 2006, Hart được nhận giải thưởng Cầu thủ xuất sắc nhất tháng 1 của Giải Hạng 4 do người hâm mộ bình chọn. Những cổ động viên đã bầu chọn anh là cầu thủ xuất sắc nhất giải đấu tại trang web của PFA. Trong buổi lễ trao giải của PFA ngày 23 tháng 3 năm 2006, Hart đã được các đồng nghiệp bầu là thủ môn xuất sắc nhất Giải hạng 4 mùa bóng 2005–06 và giúp anh có mặt trong đôi hình tiêu biểu của Giải hạng 4 mùa giải đó.

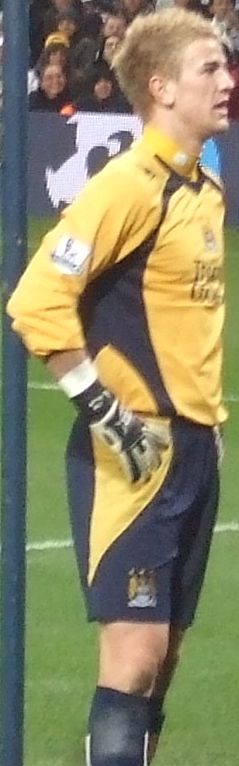
Hart vào tháng 11 năm 2008

### Manchester City
Khi Hart đang ở Bỉ chuẩn bị cho trận đấu thứ năm của anh trong màu áo tuyển U-19 Anh cho vòng loại Giải vô địch bóng đá U-19 châu Âu 2006 thì vụ chuyển nhượng anh đến Manchester City đã được hoàn tất. Đội tuyển Anh để thua Serbia và Montenegro nên đã bị loại khỏi giải đấu.
Ngày 22 tháng 5 năm 2006, City đã trả khoản tiền ban đầu là 600.000 £ cho Shrewsbury Town với mức tối đa là 1,5 triệu £ tuỳ theo số trận mà Hart thi đấu trong tương lai.
Hart có trận đấu đầu tiên cho City vào ngày 14 tháng 10 năm 2006 trong trận đấu với Sheffield United tại Premier League khi cả hai thủ môn Andreas Isaksson và Nicky Weaver bị chấn thương. Trận đấu kết thúc với tỉ số 0-0.

#### Cho mượn tại Tranmere Rovers và Blackpool
Tháng 1 năm 2007, Hart đã được đem cho câu lạc bộ ở Giải hạng nhất là Tranmere Rovers mượn. Anh đã thi đấu 6 trận và để thủng lưới 8 bàn. Sau đó, Hart được huấn luyện viên Stuart Pearce triệu tập vào đội tuyển U-21 Anh. Anh không được ra sân từ đầu trong trận đấu với Tây Ban Nha ngày 6 tháng 2 năm 2007 nhưng sau đó đã được vào sân thay người.
Tháng 4 năm 2007, Hart gia nhập Blackpool theo hợp đồng cho mượn sau khi ba thủ môn chính thức của đội bóng này là Rhys Evans, Paul Rachubka và Lewis Edge đều chấn thương. Trong trận đấu đầu tiên cho Blackpool với Huddersfield Town ngày 9 tháng 4 năm 2007, anh đã giữ sạch mành lưới. Blackpool đã giành chiến thắng cả năm trận mà Hart có mặt, trong đó có chiến thắng 6–3 trước Swansea City ở trận đấu cuối cùng, chính thức đưa đội bóng này có mặt ở vòng play-off và giành suất thăng hạng mùa giải đó.

#### Trở lại Manchester City
Trở về Manchester City sau thời gian thi đấu thành công tại Blackpool, huấn luyện viên Sven-Göran Eriksson đã cho Hart trở thành thủ môn chính thức của Manchester City thay vì Andreas Isaksson. Sau màn trình diễn xuất sắc trước Liverpool và Newcastle United khi được bầu chọn là cầu thủ xuất sắc nhất trận đấu 2 trận liên tiếp, Eriksson đã khen anh là "một trong những thủ môn tài năng nhất nước Anh" và anh có triển vọng trở thành thủ môn đội tùyển Anh trong tương lai.
Chỉ sau đó một tháng, anh đã có trận đấu đầu tiên cho đội tuyển Anh gặp Trinidad và Tobago ngày 1 tháng 6 năm 2008. Vào tháng 10, anh cùng người bạn thân và cũng là cựu đồng đội David Edwards được mời tham dự buổi vinh danh tại trường Shropshire. Cuối tháng, anh đã ký bản hợp đồng mới có thời hạn 5 năm.
Sau khi Isaksson đến PSV Eindhoven, Hart đã được trao áo số 1 ở đầu mùa giải 2008–09. Tuy nhiên, anh đã để mất vị trí chính thức về tay thủ môn người Ireland Shay Given khi anh này đến câu lạc bộ vào tháng 1 năm 2009.

#### Birmingham City
Không thi đấu một trận nào cho City kể từ khi Given đến câu lạc bộ nên đã xuất hiện tin đồn về việc Hart sẽ chuyển đi theo hợp đồng cho mượn. City đã đưa thủ môn Stuart Taylor từ Aston Villa về để mở đường cho Hart ra đi. Sau cùng, Hart đã đến Birmingham City theo hợp đồng cho mượn đến hết mùa giải 2009-10. Anh có trận đấu đầu tiên cho Birmingham trong trận thua 1-0 trước Manchester United. Mắc sai lầm trong một số trận đấu đầu mùa giải với Burnley và Sunderland, cùng với việc thủ môn Maik Taylor giữ sạch lưới trong trận đấu với Manchester City, trận đấu mà Hart không thể ra sân do điều khoản hợp đồng đã khiến huấn luyện viên Alex McLeish khó xử trong việc lựa chọn thủ môn chính thức. Tuy nhiên, McLeish vẫn quyết định chọn Hart làm thủ môn chính thức, và sau đó Birmingham đã có chuỗi 12 trận bất bại tại Giải Ngoại hạng và lập một kỷ lục mới khi ra sân với đội hình 11 cầu thủ như nhau trong suốt 9 trận liên tục.
Ngày 26 tháng 12 năm 2009, trong Ngày tặng quà (Boxing Day), anh đã có màn trình diễn cực kì xuất sắc trong trận đấu với Chelsea với 8 pha cản phá những cơ hội rõ ràng của Daniel Sturridge, Frank Lampard và Salomon Kalou. Tháng 4 năm 2010, với chấn thương của Shay Given và trước đó là Stuart Taylor, Manchester City chỉ còn duy nhất thủ môn ít kinh nghiệm người quần đảo Faroe – Gunnar Nielsen nên họ yêu cầu Birmingham City trả lại thủ môn Joe Hart sớm trước thời hạn quy định của hợp đồng cho mượn giữa hai bên tuy nhiên Joe Hart đã quyết định ở lại Birmingham đến hết mùa giải: "Tôi thấy quen và đang hạnh phúc với cuộc sống ở đây. Có lẽ tôi sẽ chỉ trở lại City of Manchester sau khi mùa bóng năm nay kết thúc mà thôi. Khi đó tôi sẽ bàn thảo kỹ hơn về tương lai của mình. Tôi cần sự ổn định." Ngày 10 tháng 5, anh đã được các cổ động viên Birmingham bầu chọn là Cầu thủ xuất sắc nhất của Birmingham City mùa giải 2009-10.

#### Trở lại Manchester City lần thứ hai

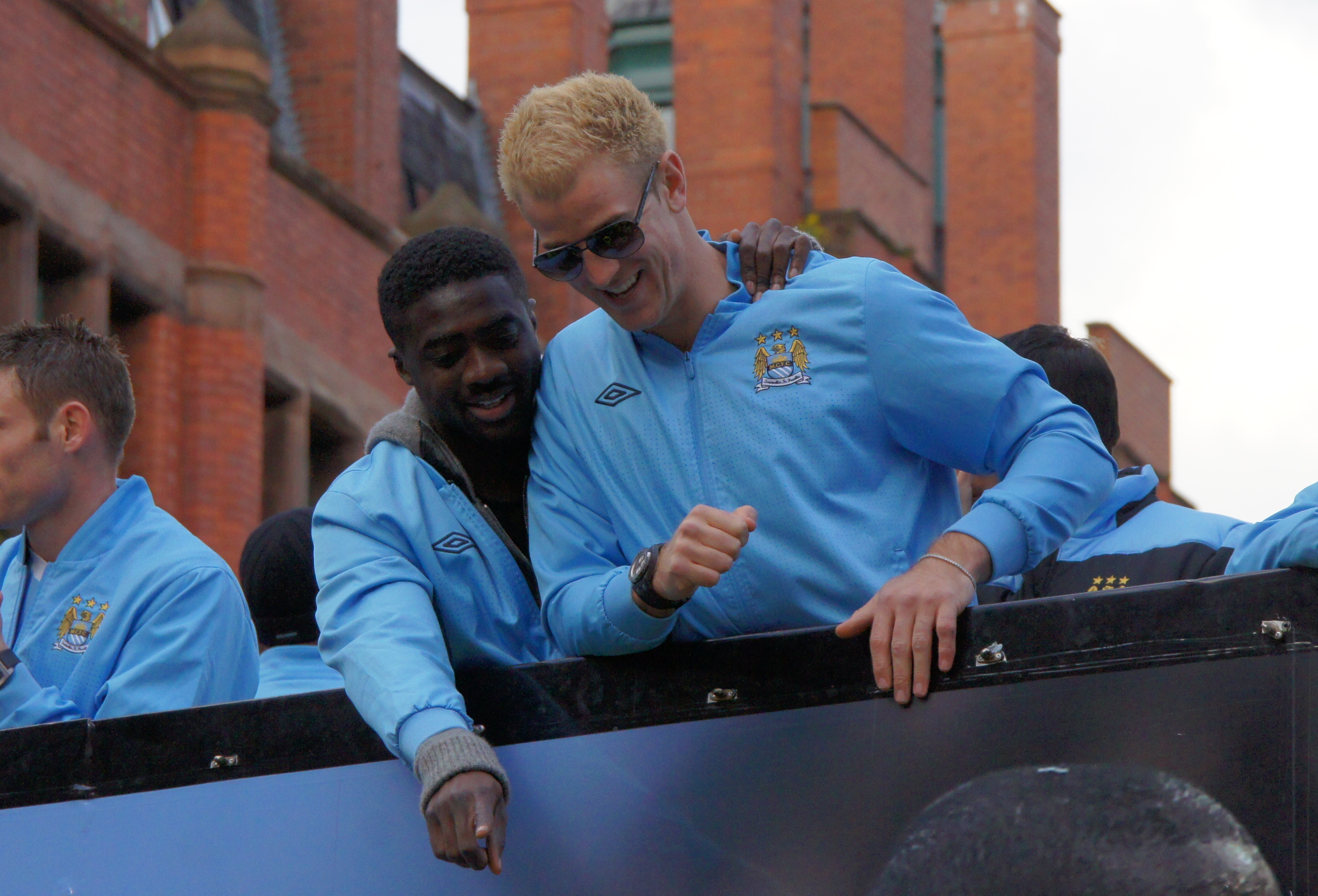
Joe Hart và đồng đội Kolo Touré vào tháng 5 năm 2012.

Sau khoảng thời gian thi đấu thành công tại Birmingham City, Hart đã trở lại Manchester City và giành luôn vị trí thủ môn chính thức của Shay Given. Trong trận đấu mở màn đầu mùa giải 2010–11 với Tottenham Hotspur, Hart đã trở thành người hùng của Man City khi đã cứu thua không dưới 5 tình huống dứt điểm nguy hiểm của Tom Huddlestone, Benoit Assou-Ekotto và Jermain Defoe đưa anh trở thành cầu thủ xuất sắc nhất trận đấu. Hart sau đó tiếp tục thể hiện phong độ cao khi giữ sạch lưới trong chiến thắng 3-0 trước Liverpool, cản phá các tình huống nguy hiểm mà David N'Gog và Fernando Torres tạo ra. Bàn thua đầu tiên của anh trong mùa giải đến sau cú sút phạt đền thành công của Darren Bent đem về chiến thắng 1-0 cho Sunderland.
Ngày 24 tháng 10, anh đã cản phá thành công quả phạt đền của Cesc Fabregas trong trận đấu mà Man City đã để thua Arsenal 3-0. Sau trận đấu xuất sắc với Blackpool ngày 1 tháng 1 năm 2011, Hart đã được Goal.com chọn vào đội hình tiêu biểu của vòng 21 Giải Ngoại hạng. 4 ngày sau, anh lại có hai pha cứu thua xuất sắc sau những cú dứt điểm của Jack Wilshere và Robin van Persie, giúp Man City cầm hòa Arsenal 0-0 và được Goal.com đánh giá là cầu thủ xuất sắc nhất trận đấu (7.5 điểm) và tiếp tục lần thứ hai liên tiếp được chọn vào đội hình tiêu biểu của vòng đấu. Tuy nhiên sau đó vào ngày 9 tháng 1 trong trận đấu với Leicester City tại vòng 3 cúp FA 2010-11, anh lại mắc sai lầm ngớ ngẩn khi để tuột bóng sau cú tạt bóng của Paul Gallagher tạo điều kiện cho Andy King của Leicester gỡ hòa 2-2.
Ngày 14 tháng 5, Man City đã giành chức vô địch cúp FA 2011 sau khi đánh bại Stoke City 1-0 ở trận chung kết trong đó Joe Hart đã có pha cứu thua trong tình huống đối mặt với Kenwyne Jones. Cuối mùa giải 2010-11, Joe Hart giành giải Barclays Golden Glove (Găng tay vàng) là giải thưởng dành cho thủ môn có số trận giữ "trắng lưới" nhiều nhất ở Premier League mỗi mùa giải, vượt qua thủ môn Chelsea Petr Cech và thủ môn Manchester United Edwin Van Der Sar với 17 trận không để thủng lưới (thành tích sau cùng là 18 sau khi Man City thắng Bolton 2-0 ở vòng đấu cuối). Thành tích của Hart với 29 trận giữ sạch lưới trên mọi giải đấu cũng phá luôn kỷ lục thủ môn có số trận giữ sạch lưới nhiều nhất mùa giải của Manchester City, trước đó thuộc về Nicky Weaver (26 trận). Anh còn giành được danh hiệu Màn trình diễn xuất sắc nhất năm của Manchester City - thể hiện trong trận đấu đầu tiên của mùa giải với Tottenham Hotspur.
Ngày 8 tháng 8 năm 2011, Joe Hart ký hợp đồng mới có thời hạn 5 năm với Manchester City.
Ngày 11 tháng 5 năm 2012, Hart xuất sắc giành được danh hiệu Golden Glove của Premier League lần thứ hai liên tiếp với 17 trận giữ sạch lưới và góp phần giúp cho Manchester City vô địch Premier League 2011-12 sau khi đánh bại Queens Park Rangers 3-2.
Ngày 3 tháng 10 năm 2012, anh trở thành cầu thủ xuất sắc nhất trận đấu vòng bảng UEFA Champions League 2012-13 hòa Borussia Dortmund 1-1 sau khi cản phá thành công hàng loạt pha dứt điểm của Robert Lewandowski, Marco Reus, Mario Götze và İlkay Gündoğan. Huấn luyện viên Mancini đã khen Hart sau trận đấu:" Joe Hart đã cứu chúng tôi thoát khỏi thất bại khó tin. Anh ấy ngăn cản được mọi pha bóng tấn công của Dortmund và tôi phải nói lời cảm ơn. Hart chơi quá tuyệt. Tôi không rõ đây có phải là màn trình diễn hay nhất của một thủ môn trong lịch sử bóng đá hay không. Nhưng Hart đã chơi rất tốt và cứu chúng tôi thoát thua". Huấn luyện viên Jürgen Klopp của Dortmund cũng không giấu được sự ngưỡng mộ Hart còn đồng đội tuyển Anh Wayne Rooney gọi anh là thủ môn xuất sắc nhất thế giới.
Joe Hart có mùa bóng 2012-13 với phong độ không tốt, sau đó là việc mắc phải hàng loạt sai lầm trong năm 2013, đặc biệt trong các trận thua của Manchester City trước Southampton (1-3), Cardiff City (2-3) và Bayern München (1-3).
Đỉnh điểm là việc anh mắc sai lầm để cho tiền đạo Fernando Torres ghi bàn ấn đinh chiến thắng 2-1 cho Chelsea vào ngày 27 tháng 10 năm 2013, khiến cho huấn luyện viên Manuel Pellegrini phải để anh ngồi dự bị cho Costel Pantilimon trong trận đấu sau đó với Norwich City. Phải một tháng sau đó, anh mới lấy lại vị trí chính thức trong trận đấu tại UEFA Champions League với Viktoria Plzeň.
Trong hai lượt trận đi và về vòng 1/16 UEFA Champions League 2014–15 với Barcelona, Hart đã thể hiện phong độ cực kỳ xuất sắc. Trong trận lượt đi, anh cản phá được quả phạt đền của Lionel Messi và đến trận lượt về, anh có đến 10 pha cứu thua, trong đó có các pha bóng một đối một với Messi, Neymar và Luis Suárez. Tuy nhiên chung cuộc Manchester City vẫn bị loại với thất bại 3-1. Messi bày tỏ sự thán phục trước Hart sau trận lượt về: "Joe Hart đã cứu thua ở mọi tình huống. Chúng tôi đã làm mọi thứ để ghi nhiều bàn thắng nhưng thủ môn của Man City đã chơi một trận tuyệt vời và chúng tôi chỉ có thể chúc mừng anh ta." Hart kết thúc mùa giải 2014–15 với việc giữ sạch lưới trong trận đấu thứ 300 của anh cho Manchester City (gặp Southampton) và chính thức lần thứ tư giành được danh hiệu Găng tay vàng của Premier League.
Ngày 6 tháng 4 năm 2016, Hart cản phá thành công cú đá phạt đền của Zlatan Ibrahimović trong trận tứ kết lượt đi UEFA Champions League 2015–16 gặp Paris Saint-Germain tại Sân vận động Công viên các Hoàng tử. Đây là lần cản phá phạt đền thành công thứ hai của anh tại giải đấu này trong cùng mùa giải, lần đầu là trong trận đấu vòng bảng với Borussia Mönchengladbach.

#### Cho mượn tại Torino
Ngày 13 tháng 8 năm 2016, Hart bị tân huấn luyện viên Pep Guardiola cho ngồi ghế dự bị trong trận đấu đầu tiên của Premier League 2016–17 với lý do huấn luyện viên người Tây Ban Nha thích dùng thủ môn có thể chơi bóng bằng chân tốt. Hart có trận đấu đầu tiên trong mùa giải 2016-17 trong chiến thắng 1-0 trước Steaua București tại vòng sơ loại UEFA Champions League và mang băng đội trưởng trong trận này. Sau trận đấu, các cổ động viên City đã dành cho anh một tràng vỗ tay kéo dài và Hart cũng vỗ tay đáp lại điều đó.
Ngày 31 tháng 8 năm 2016, Hart chính thức được đem cho câu lạc bộ Ý là Torino mượn đến hết mùa giải 2016-17. Điều này giúp anh trở thành thủ môn người Anh đầu tiên thi đấu tại Serie A kể từ khi giải đấu này được thành lập vào năm 1929.
Ngày 11 tháng 9 năm 2016, Hart ra mắt Torino trong trận đấu với Atalanta ở Serie A. Tuy nhiên anh mắc lỗi ra vào trong một tình huống phạt góc tạo điều kiện cho Atalanta gỡ hòa 1-1 và bị đánh bại ở chấm phạt đền phút 82 trong trận thua chung cuộc 2-1. Anh có lần đầu tiên giữ sạch mành lưới trên đất Ý trong trận đấu với Empoli một tuần sau đó. Trong trận đấu thứ ba với Pescara, Hart có một trận đấu xuất sắc khi giúp Torino cầm hòa Pescara 0-0 trong thế trận chỉ còn chín người. Anh sau đó tiếp tục phong độ cao trong chiến thắng 3-1 trước A.S. Roma với ít nhất ba tình huống cản phá các cú dứt điểm nguy hiểm của người đồng đội cũ tại Manchester City là Edin Džeko.

#### Cho mượn tại West Ham
Vào ngày 18 tháng 7 năm 2017, Hart đã ký hợp đồng với câu lạc bộ West Ham United theo hợp đồng cho mượn có thời hạn một năm. Anh có trận ra mắt cho West Ham vào ngày 13 tháng 8 năm 2017, trong trận thua 4-0 trước Manchester United và để thủng lưới 10 bàn trong ba lần ra sân đầu tiên. Ngày 20 tháng 11 năm 2017, anh khiến đội nhà phải chịu một quả phạt đền và nhận một bàn thua từ khoảng cách hơn giữa sân trong thất bại 4-0 trước Everton. Sau đó, việc để thủng lưới 30 bàn thua chỉ sau 14 vòng đấu tại Ngoại hạng Anh khiến anh mất suất bắt chính tại West Ham.
Sau khi hợp đồng cho mượn với West Ham hết hạn, Hart rời Manchester City sau 12 năm gắn bó. Anh đã cùng đội bóng thành Manchester giành tổng cộng 5 danh hiệu, trong đó có hai chức vô địch Ngoại hạng Anh vào các mùa 2011-12 và 2013-14.

### Burnley
Vào ngày 7 tháng 8 năm 2018, Burnley thông báo việc ký hợp đồng với Hart từ Manchester City với bản hợp đồng có thời hạn hai năm và khoản phí chuyển nhượng ước tính 3,5 triệu £. Anh có trận ra mắt Burnley vào ngày 9 tháng 8 ở trận lượt đi vòng loại thứ ba của Europa League trước İstanbul Başakşehir và giữ sạch lưới trong trận hòa 0–0. Ba ngày sau đó, anh tiếp tục giữ sạch lưới trong trận đấu đầu tiên của mình tại Premier League cho Burnley gặp Southampton. Sau khi bắt chính 19 trận đầu tiên tại Premier League 2018-19, anh mất vị trí về tay thủ môn Tom Heaton trở lại sau chấn thương.
Sau khi chỉ ra sân 3 lần trong mùa giải 2019-20 và toàn bộ là tại các giải đấu cúp, Burnley quyết định không gia hạn hợp đồng với Hart sau khi hợp đồng hết hạn vào cuối tháng 6 năm 2020.

### Tottenham Hotspur
Sau khi rời khỏi Burnley, Hart gia nhập Tottenham Hotspur theo dạng chuyển nhượng tự do với hợp đồng có thời hạn 2 năm. Hart có trận đấu đầu tiên cho Tottenham vào ngày 24 tháng 9 năm 2020 trong trận đấu tại Europa League với Shkëndija mà Spurs giành chiến thắng 3–1. Ngày 3 tháng 12, anh mắc lỗi ở hai trong ba bàn thua của Tottenham trong trận hòa 3-3 với LASK.
Tổng cộng Hart có 10 trận thi đấu cho Tottenham và toàn bộ là tại các giải đấu cúp.

### Celtic
Ngày 3 tháng 8 năm 2021, sau khi được thông báo là mình không nằm trong kế hoạch mùa giải mới của tân huấn luyện viên Tottenham Nuno Espírito Santo, Hart đã ký hợp đồng có thời hạn ba năm với đội bóng của Scotland là Celtic. Anh có trận đấu đầu tiên cho Celtic chỉ hai ngày sau đó trong chiến thắng 4-2 trước FK Jablonec tại Europa League, và mắc lỗi một phần trong bàn thua thứ hai của Celtic. Tuy nhiên huấn luyện viên Ange Postecoglou đánh giá tốt màn ra mắt của Hart và nói phong độ anh sẽ được cải thiện.
Ngày 25 tháng 5 năm 2024, Joe Hart chính thức giã từ sự nghiệp thi đấu quốc tế sau 21 năm thi đấu chuyên nghiệp.

## Sự nghiệp đội tuyển quốc gia

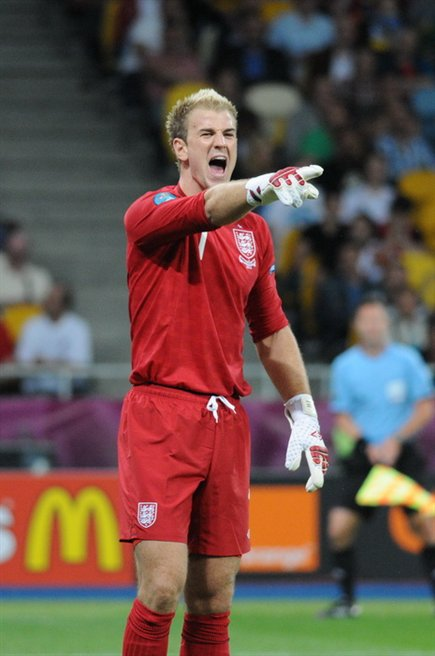
Hart thi đấu cho đội tuyển Anh tại Euro 2012

### U-21 Anh
Hart được huấn luyện viên Stuart Pearce chọn vào danh sách 23 cầu thủ U-21 Anh tham dự Giải vô địch bóng đá U-21 châu Âu 2007. Trong trận đấu cuối cùng của đội tuyển U-21 trước vòng chung kết thắng U-21 Slovakia 5-0 tại Carrow Road, Hart đã thi đấu trọn vẹn 90 phút. Tuy nhiên tại vòng chung kết, Hart đã không được vào sân do thủ môn chính thức Scott Carson đã thi đấu cả bốn trận.
Hart sau đó đã lại được triệu tập vào đội U-21 cho Giải vô địch bóng đá U-21 châu Âu 2009. Anh bắt chính trong 2 trận đấu đầu tiên của vòng bảng trước khi được nghỉ ở trận đấu cuối khi tuyển Anh đã chính thức lọt vào tứ kết. Trong trận tứ kết với U-21 Thụy Điển, anh đã để lọt lưới 3 bàn nhưng trong loạt sút luân lưu anh đã cản phá thành công một quả phạt đền và ghi một bàn giúp tuyển Anh thắng 5–4. Tuy nhiên, anh đã bị cấm không được thi đấu trận chung kết sau khi lãnh một chiếc thẻ vàng đầy tranh cãi do lỗi rời khỏi vị trí đến nói chuyện với cầu thủ Thụy Điển Mikael Lustig khi anh này chuẩn bị thực hiện quả phạt đền.

### Đội tuyển quốc gia Anh
Là thủ môn chính thức của đội tuyển U-21 Anh, Hart đã được huấn luyện viên Fabio Capello triệu tập vào đội tuyển Anh cho hai trận đấu giao hữu với Mỹ và Trinidad & Tobago. Không được vào sân trong trận đấu gặp đội tuyển Mỹ, anh đã có trận đấu đầu tiên trong màu áo đội tuyển vào ngày 1 tháng 6 năm 2008 trong chiến thắng 3-0 trước Trinidad & Tobago khi vào sân thay cho David James ở hiệp 2. Tuy nhiên, việc Hart ra sân đã không giúp đội bóng cũ của anh là Shrewsbury Town có được 500.000 £ tiền thưởng từ Manchester City theo nội dung hợp đồng năm 2006 vì trận đấu trên không thuộc giải đấu chính thức.
Hart được triệu tập vào đội tuyển lần thứ hai chuẩn bị cho trận đấu với Cộng hoà Séc tháng 8 năm 2008, Ngày 8 tháng 11 năm 2009, anh được triệu tập chuẩn bị cho trận đấu giao hữu với Brasil. Capello sau đó đã đưa Hart vào danh sách sơ bộ 30 cầu thủ Anh dự kiến tham dự World Cup 2010 tại Nam Phi. Hart đã thi đấu ở hiệp 2 trong 2 trận giao hữu của đội tuyển Anh trước giải đấu với Mexico và Nhật Bản, giữ sạch lưới trong cả hai trận này. Cuối cùng, Hart đã có tên trong danh sách 23 cầu thủ chính thức của đội tuyển Anh tham dự World Cup 2010. Tuy nhiên, anh đã không được vào sân thi đấu ở giải này.
Trong trận đấu đầu tiên của đội tuyển Anh sau World Cup gặp Hungary, Hart đã được bắt chính. Tuy để thủng lưới bàn đầu tiên trong màu áo đội tuyển nhưng anh đã có pha cứu thua xuất sắc sau cú sút của Zoltan Gera giúp Anh thắng 2-1. Trong trận đấu đầu tiên của đội tuyển Anh tại vòng loại Euro 2012 thắng Bulgaria 4-0 tại Wembley, anh đã có 3 pha cản phá xuất sắc. Huấn luyện viên Capello đã phát biểu sau trận đấu: "Joe Hart đã thi đấu rất tốt. Cậu ấy chắc chắn sẽ bắt chính tại đội tuyển". Tuy nhiên, đến ngày 4 tháng 6 năm 2011, trong trận đấu với Thụy Sĩ cũng tại vòng loại Euro 2012, Hart lại mắc lỗi trong cả hai bàn thua của đội tuyển Anh trong chỉ chưa đầy 3 phút.
Ngày 6 tháng 2 năm 2013, Hart đã cản phá thành công quả phạt đền và cú đá bồi sau đó của Ronaldinho trong trận giao hữu với Brasil, giúp tuyển Anh giành chiến thắng 2–1, chiến thắng đầu tiên của đội tuyển nước này trước Brasil sau 23 năm.
Hart có kỳ World Cup thứ hai vào năm 2014. Tại giải đấu này, anh chụp chính trong hai trận đấu tại vòng bảng, đều thua Ý và Uruguay với cùng tỉ số 2-1.
Hart trở thành thủ môn thứ sáu trong lịch sử đội tuyển Anh đạt đến cột mốc 50 trận cho đội tuyển vào ngày 31 tháng 3 năm 2015, trong trận hòa 1-1 với đội tuyển Ý. Ngày 13 tháng 11 năm 2015, anh lần đầu tiên mang băng đội trưởng đội tuyển Anh trong trận giao hữu thua 2-0 trước Tây Ban Nha.
Hart tiếp tục là thành viên đội tuyển Anh tham dự Euro 2016 tại Pháp. Trong trận đấu thứ hai vòng bảng với Wales, anh mắc sai lầm trong bàn thắng mở tỉ số của Gareth Bale từ một cú sút phạt trực tiếp. Sau đó, trong trận đấu tại vòng 16 đội với Iceland, Hart lại một lần nữa mắc sai lầm trong pha ghi bàn của Kolbeinn Sigþórsson và khiến đội tuyển Anh bị loại sau thất bại 2-1.
Tháng 5 năm 2018, dù là thủ môn bắt chính của đội tuyển Anh tại ba giải đấu lớn liên tiếp, Hart đã bị huấn luyện viên Gareth Southgate loại khỏi danh sách 23 cầu thủ Anh tham dự World Cup 2018.

## Danh hiệu

### Câu lạc bộ
Manchester City
- Premier League (2): 2011–12, 2013–14
- Cúp FA (1): 2010–11
- Football League Cup (2): 2013–14, 2015–16
- FA Community Shield (1): 2012

Celtic
- Scottish Premiership (2): Scottish Premiership 2021-22, Scottish Premiership 2022–23
- Scottish Cup (1): 2022
- Scottish League Cup (1): Scottish League Cup 2022
- Celtic Challenge Cup (1): 2022

### Cá nhân
- Barclays Golden Glove (4): 2010-11, 2011-12, 2012-13, 2014-15
- Đội hình tiêu biểu FA Premier League (2): 2009-10, 2011-12
- Cầu thủ xuất sắc nhất mùa giải của Birmingham City: 2009-10.
- Màn trình diễn xuất sắc nhất mùa giải của Manchester City: 2010-11[100]
- Thủ môn xuất sắc nhất giải League Two: 2005/06[6]

## Thống kê sự nghiệp

### Câu lạc bộ
| Câu lạc bộ             | Mùa giải            | Giải quốc nội        | Giải quốc nội | Giải quốc nội | Cúp quốc gia | Cúp quốc gia | Cúp liên đoàn | Cúp liên đoàn | Châu Âu | Châu Âu | Khác | Khác | Tổng cộng | Tổng cộng |
| Câu lạc bộ             | Mùa giải            | Hạng đấu             | Trận          | Bàn           | Trận         | Bàn          | Trận          | Bàn           | Trận    | Bàn     | Trận | Bàn  | Trận      | Bàn       |
| ---------------------- | ------------------- | -------------------- | ------------- | ------------- | ------------ | ------------ | ------------- | ------------- | ------- | ------- | ---- | ---- | --------- | --------- |
| Shrewsbury Town        | 2002–03             | Third Division       | 0             | 0             | 0            | 0            | 0             | 0             | —       | —       | 0    | 0    | 0         | 0         |
| Shrewsbury Town        | 2003–04             | Football Conference  | 2             | 0             | 0            | 0            | —             | —             | —       | —       | 0    | 0    | 2         | 0         |
| Shrewsbury Town        | 2004–05             | League Two           | 6             | 0             | 0            | 0            | 0             | 0             | —       | —       | 0    | 0    | 6         | 0         |
| Shrewsbury Town        | 2005–06             | League Two           | 46            | 0             | 2            | 0            | 2             | 0             | —       | —       | 0    | 0    | 50        | 0         |
| Shrewsbury Town        | Tổng cộng           | Tổng cộng            | 54            | 0             | 2            | 0            | 2             | 0             | —       | —       | 0    | 0    | 58        | 0         |
| Manchester City        | 2006–07             | Premier League       | 1             | 0             | 0            | 0            | 0             | 0             | —       | —       | —    | —    | 1         | 0         |
| Manchester City        | 2007–08             | Premier League       | 26            | 0             | 3            | 0            | 3             | 0             | —       | —       | —    | —    | 32        | 0         |
| Manchester City        | 2008–09             | Premier League       | 23            | 0             | 1            | 0            | 0             | 0             | 9       | 0       | —    | —    | 33        | 0         |
| Manchester City        | 2010–11             | Premier League       | 38            | 0             | 8            | 0            | 0             | 0             | 9       | 0       | —    | —    | 55        | 0         |
| Manchester City        | 2011–12             | Premier League       | 38            | 0             | 0            | 0            | 2             | 0             | 10      | 0       | 1    | 0    | 51        | 0         |
| Manchester City        | 2012–13             | Premier League       | 38            | 0             | 1            | 0            | 0             | 0             | 6       | 0       | 0    | 0    | 45        | 0         |
| Manchester City        | 2013–14             | Premier League       | 31            | 0             | 0            | 0            | 1             | 0             | 7       | 0       | —    | —    | 39        | 0         |
| Manchester City        | 2014–15             | Premier League       | 36            | 0             | 0            | 0            | 0             | 0             | 8       | 0       | 0    | 0    | 44        | 0         |
| Manchester City        | 2015–16             | Premier League       | 35            | 0             | 0            | 0            | 0             | 0             | 12      | 0       | —    | —    | 47        | 0         |
| Manchester City        | 2016–17             | Premier League       | 0             | 0             | —            | —            | —             | —             | 1       | 0       | —    | —    | 1         | 0         |
| Manchester City        | Tổng cộng           | Tổng cộng            | 266           | 0             | 13           | 0            | 6             | 0             | 62      | 0       | 1    | 0    | 348       | 0         |
| Tranmere Rovers (mượn) | 2006–07             | League One           | 6             | 0             | —            | —            | —             | —             | —       | —       | —    | —    | 6         | 0         |
| Blackpool (mượn)       | 2006–07             | League One           | 5             | 0             | —            | —            | —             | —             | —       | —       | —    | —    | 5         | 0         |
| Birmingham City (mượn) | 2009–10             | Premier League       | 36            | 0             | 5            | 0            | 0             | 0             | —       | —       | —    | —    | 41        | 0         |
| Torino (mượn)          | 2016–17             | Serie A              | 35            | 0             | 1            | 0            | —             | —             | —       | —       | —    | —    | 36        | 0         |
| West Ham United (mượn) | 2017–18             | Premier League       | 19            | 0             | 3            | 0            | 1             | 0             | —       | —       | —    | —    | 23        | 0         |
| Burnley                | 2018–19             | Premier League       | 19            | 0             | 0            | 0            | 0             | 0             | 2       | 0       | —    | —    | 21        | 0         |
| Burnley                | 2019–20             | Premier League       | 0             | 0             | 2            | 0            | 1             | 0             | —       | —       | —    | —    | 3         | 0         |
| Burnley                | Total               | Total                | 19            | 0             | 2            | 0            | 1             | 0             | 2       | 0       | —    | —    | 24        | 0         |
| Tottenham Hotspur      | 2020–21             | Premier League       | 0             | 0             | 2            | 0            | 0             | 0             | 8       | 0       | —    | —    | 10        | 0         |
| Celtic                 | 2021–22             | Scottish Premiership | 35            | 0             | 4            | 0            | 4             | 0             | 11      | 0       | —    | —    | 54        | 0         |
| Celtic                 | 2022–23             | Scottish Premiership | 37            | 0             | 5            | 0            | 2             | 0             | 6       | 0       | —    | —    | 50        | 0         |
| Celtic                 | 2023–24             | Scottish Premiership | 37            | 0             | 5            | 0            | 1             | 0             | 6       | 0       | —    | —    | 49        | 0         |
| Celtic                 | Tổng cộng           | Tổng cộng            | 109           | 0             | 14           | 0            | 7             | 0             | 23      | 0       | —    | —    | 153       | 0         |
| Tổng cộng sự nghiệp    | Tổng cộng sự nghiệp | Tổng cộng sự nghiệp  | 550           | 0             | 42           | 0            | 17            | 0             | 95      | 0       | 1    | 0    | 705       | 0         |

### Đội tuyển quốc gia
| Đội tuyển quốc gia | Năm       | Số lần ra sân | Số bàn thắng |
| ------------------ | --------- | ------------- | ------------ |
| Anh                | 2008      | 1             | 0            |
| Anh                | 2010      | 6             | 0            |
| Anh                | 2011      | 9             | 0            |
| Anh                | 2012      | 11            | 0            |
| Anh                | 2013      | 11            | 0            |
| Anh                | 2014      | 10            | 0            |
| Anh                | 2015      | 9             | 0            |
| Anh                | 2016      | 11            | 0            |
| Anh                | 2017      | 7             | 0            |
| Tổng cộng          | Tổng cộng | 75            | 0            |